# Línguas tibeto-birmanesas

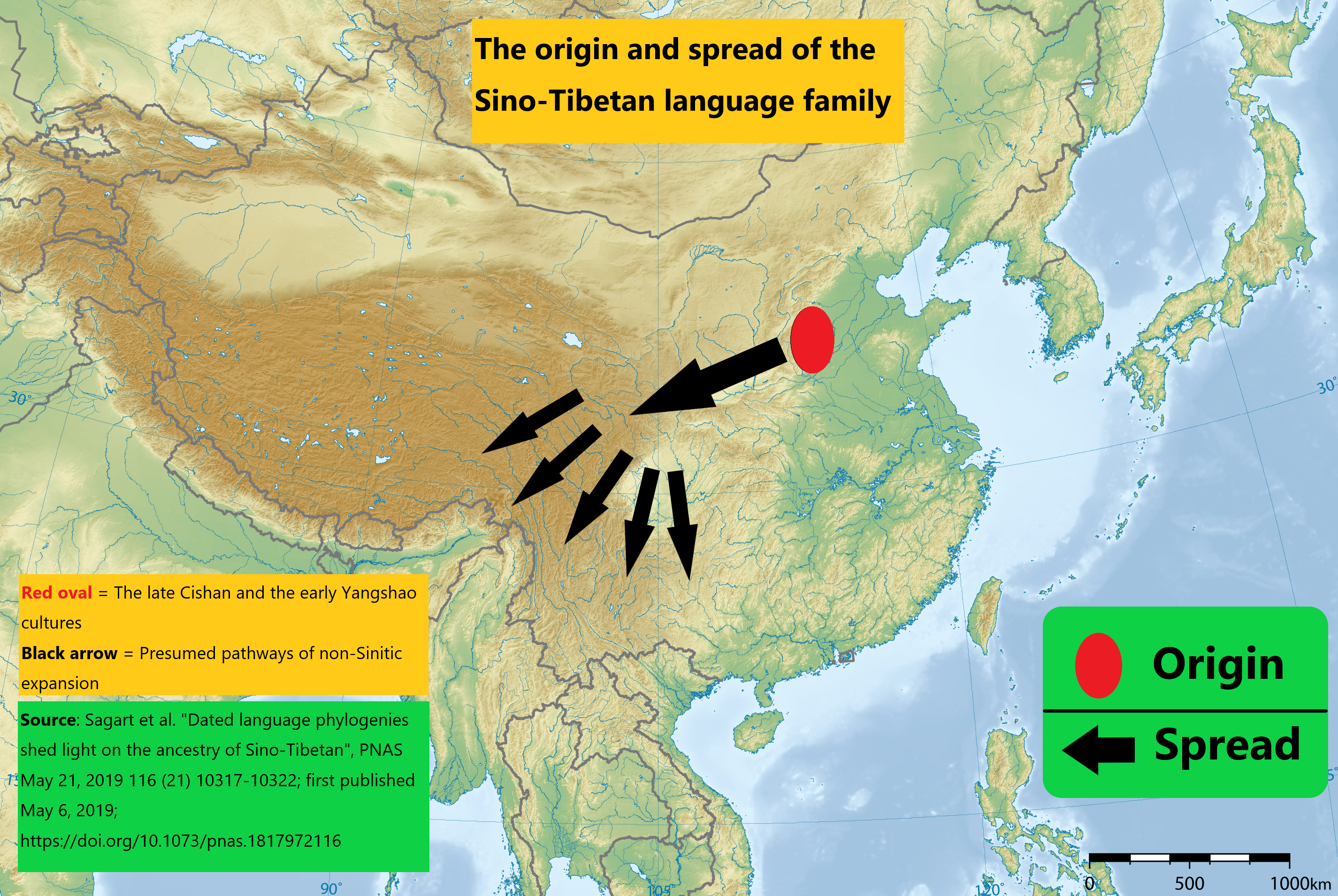
A origem e propagação da Línguas sino-tibetanas. Oval vermelho é o Cishan tardio e as primeiras culturas Yangshao. A seta preta são as vias presumidas de expansão não sinítica. Depois de aplicar o método comparativo linguístico ao banco de dados de dados linguísticos comparativos desenvolvido por Laurent Sagart em 2019 para identificar correspondências sonoras e estabelecer cognatos, métodos filogenéticos são usados para inferir relações entre essas línguas e estimar a idade de sua origem e pátria.

As línguas tibeto-birmanesas são uma família linguística consideradas parte do grupo sino-tibetano. São faladas em vários países do continente, como na Ásia oriental, sudeste, sul, sendo alguns deles Mianmar, Tibete, Tailândia, Vietnã, Laos, partes da China, Nepal, Bangladesh, Butão, Paquistão e várias partes da Índia.
Esta família é composta de aproximadamente 350 línguas, sendo que o birmanês é o que tem mais falantes (cerca de 32 milhões), levando-se em consideração que o chinês não é usualmente incluído nesta família. Além disso, aproximadamente 8 milhões de pessoas falam o tibetano.